# Dooz Kawa
Dooz Kawa est un artiste et rappeur français connu pour ses textes sophistiqués sur des instrumentales aux diverses inspirations, notamment du jazz manouche et des musiques de l'Est de l'Europe.

## Biographie
Né de parents allemands — sa mère est d'origine tchécoslovaque —, Dooz Kawa commence le rap à l'âge de 12 ans. Quatre ans plus tard, il compose ses premiers morceaux avant de monter le collectif T-Kaï Cee avec lequel il fait ses premiers concerts en Alsace.
Prénommé Frank, l’adolescent tagge les murs de la caserne de son père militaire avec les lettres « K.W.A » (« King With Attitude »), une référence à un nom attribué à des garnisons allemandes, ; K.W.A. rappelle également le nom du groupe hip hop N.W.A.. Dooz évoque le nombre 12, et a été choisi pour son double « o », qui convient au style des tags.
En 2006, Dooz Kawa rencontre Biréli Lagrène avec qui il sort plusieurs titres. En 2010, le rappeur sort son premier album intitulé Etoiles du sol. Il consacre un morceau de son album, Dieu d’amour, à la spiritualité. Il sort cinq albums dans les années 2010.

## Influences et style musical
Dooz Kawa se distingue par l'écriture de textes à la poésie sophistiquée, et des instrumentales travaillées. Pour ces dernières, il collabore régulièrement avec des musiciens d'autres milieux musicaux, tels que le jazz manouche et la musique classique. Il a ainsi travaillé avec Vincent Beer-Demander,, et Biréli Lagrène et Mandino Reinhardt, deux guitaristes manouches avec qui il a signé ses deux premières collaborations. Dooz Kawa déclare à ce sujet : « Il n'y a pas de frontière entre les esthétiques musicales, en fait. On peut les relier sans aucun problème, il faut juste les passeurs qui le font ».

Repéré pour la qualité de ses textes, il est invité plusieurs fois à parler de son art à de grandes écoles telles que Sciences Po (Paris) et l'École normale supérieure (Paris). Il a participé à des séminaires organisés par ces deux écoles, réunissant plusieurs rappeurs et rappeuses. Les enseignants de Normale Sup, institution traditionnellement vouée à la transmission d'une culture élitiste reconnaissent la valeur esthétique de l'œuvre de Dooz Kawa ; l'un d'eux explique ainsi : 

« Il y a des jeux extrêmement raffinés sur le langage (…), il y a vraiment un travail du texte qu’il est tout a fait légitime d’étudier. »

## Discographie
- 2010 : Étoiles du Sol
- 2012 : Messages aux Anges Noirs
- 2013 : Narcozik #1 (EP)
- 2014 : Narcozik #2 (EP)
- 2016 : Bohemian Rap Story
- 2017 : Contes Cruels[12]
- 2020 : Nomad’s Land
- 2024 : Narcozik #3 (EP)
- 2024 : Vol de nuit